# South Russell (Ohio)
Pour les articles homonymes, voir South Russell.
South Russell est un village américain situé dans le comté de Geauga, dans l'Ohio. Selon le recensement de 2010, sa population est de 3 819 habitants.